# Isabella van Luxemburg
Isabella van Luxemburg (1247 — september 1298) was als tweede echtgenote van Gwijde van Dampierre gravin-gemalin van Vlaanderen en een markgravin-gemalin van Namen. 

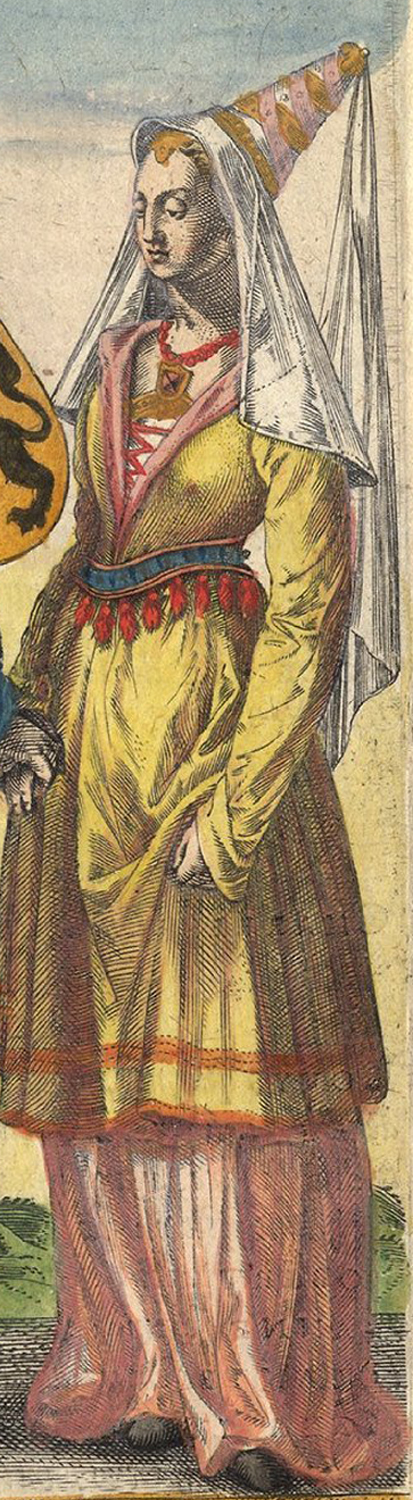
Isabella van Luxemburg

## Familie
Zij was de dochter van Hendrik V van Luxemburg en Margaretha van Bar. Isabella was hierdoor een lid van het huis Luxemburg. Isabella was de derde van zeven kinderen. Haar oudere broer, graaf Hendrik VI van Luxemburg, was de opvolger van hun vader. Filippa van Luxemburg, die trouwde met Jan II van Avesnes, graaf van Holland, was haar zus en dezen waren de ouders van twaalf kinderen. Filippa van Henegouwen, koningin-gemalin van koning Eduard III van Engeland, was een kleindochter van Filippa. Haar grootouders langs moederszijde waren Hendrik II van Bar en Filippa van Dreux, en langs vaderskant Walram III van Limburg en Ermesinde II van Namen.

## Huwelijk
Isabella trouwde in maart 1265 met Gwijde van Dampierre. Haar huwelijk werd bepaald door de gebeurtenissen die zich vele jaren voor haar geboorte hadden afgespeeld. Rond 1165 had haar overgrootvader Hendrik de Blinde, graaf van Namen en Luxemburg, geen kinderen uit zijn eerste huwelijk. Hij duidde daarom zijn schoonbroer Boudewijn IV van Henegouwen aan als zijn opvolger. Toen Boudewijn in 1171 overleed, bevestigde Hendrik de Blinde zijn neef Boudewijn V van Henegouwen als zijn opvolger. Maar in een laatste poging om toch nog kinderen te hebben, trouwde de reeds op leeftijd zijnde Hendrik de Blinde met Agnes van Gelre, die hem een dochter Ermesinde baarde wat Hendrik ertoe bracht zijn belofte ongedaan te maken en hij zijn dochter als erfgename aanduidde. De daarop uitbrekende oorlog (met de Slag bij Noville), leidde ertoe dat Boudewijn door Hendrik moest worden erkend als zijn erfgenaam in Namen.
Isabella's vader eiste, als zoon van Ermesinde, echter zijn rechten op Namen op. Maar Hendrik V slaagde er niet in zijn aanspraken te doen gelden. Isabella's ouders wilden vrede sluiten met Gwijde over hun geschillen over het markgraafschap Namen en stelden daarom aan Gwijde voor om met hun dochter Isabella in het huwelijk te treden. Isabella werd hiermee Gwijde's tweede echtgenote, zijn eerste echtgenote Mathilde was het jaar voordien gestorven. Gwijde had reeds acht kinderen met Mathilde en Isabella schonk hem elf kinderen, onder meer:
- Jan I van Namen (1267-1330), markgraaf van Namen
- Beatrix van Dampierre (1272-1307), gehuwd met Hugo II van Châtillon, graaf van Blois-Dunois
- Gwijde van Namen (1272-1311), heer van Ronse
- Johanna (-1296), non
- Margaretha van Dampierre (1272-1331), die in 1282 huwde met Alexander (1263-1283), erfprins van Schotland en in 1286 met Reinoud I van Gelre (1255-1326)
- Hendrik van Lodi (-1337), die in 1309 huwde met Margaretha, dochter van graaf Diederik VIII van Kleef
- Filippa van Vlaanderen (?-1306), die met de Engelse troonopvolger Eduard II zou huwen, maar werd samen met haar vader door koning Filips IV van Frankrijk gevangengenomen en stierf hoogstwaarschijnlijk in gevangenschap.
- Isabella van Dampierre (1275-1333), in 1307 gehuwd met heer Jan I van Fiennes

Gwijde arrangeerde een huwelijk tussen zijn dochter Filippa en Eduard, de prins van Wales. Koning Filips IV van Frankrijk liet Gwijde en twee van zijn zonen in de gevangenis gooien en dwong hem het huwelijk af te blazen, waarna Filippa (vermoedelijk) gevangen bleef zitten in Parijs tot haar dood 1306. Gwijde werd in 1296 opnieuw opgeroepen om voor de koning te verschijnen en de voornaamste Vlaamse steden werden onder koninklijke bescherming geplaatst totdat Gwijde een schadevergoeding had betaald en zijn gebieden had afgestaan, om ze dan bij gratie van de koning in leen te houden.
Isabella stierf in september 1298, en haar echtgenoot zeven jaar later, in 1305.